# Kamanjab
Kamanjab – miejscowość w północno-zachodniej Namibii, w regionie Kunene. Populacja około 1000 mieszkańców. Lokalizacja: 19°38′S 14°50′E.